# Amphigomphus hansoni
Amphigomphus hansoni är en trollsländeart som beskrevs av Chao 1954. Amphigomphus hansoni ingår i släktet Amphigomphus och familjen flodtrollsländor. IUCN kategoriserar arten globalt som livskraftig. Inga underarter finns listade i Catalogue of Life.